# Fernand Charron

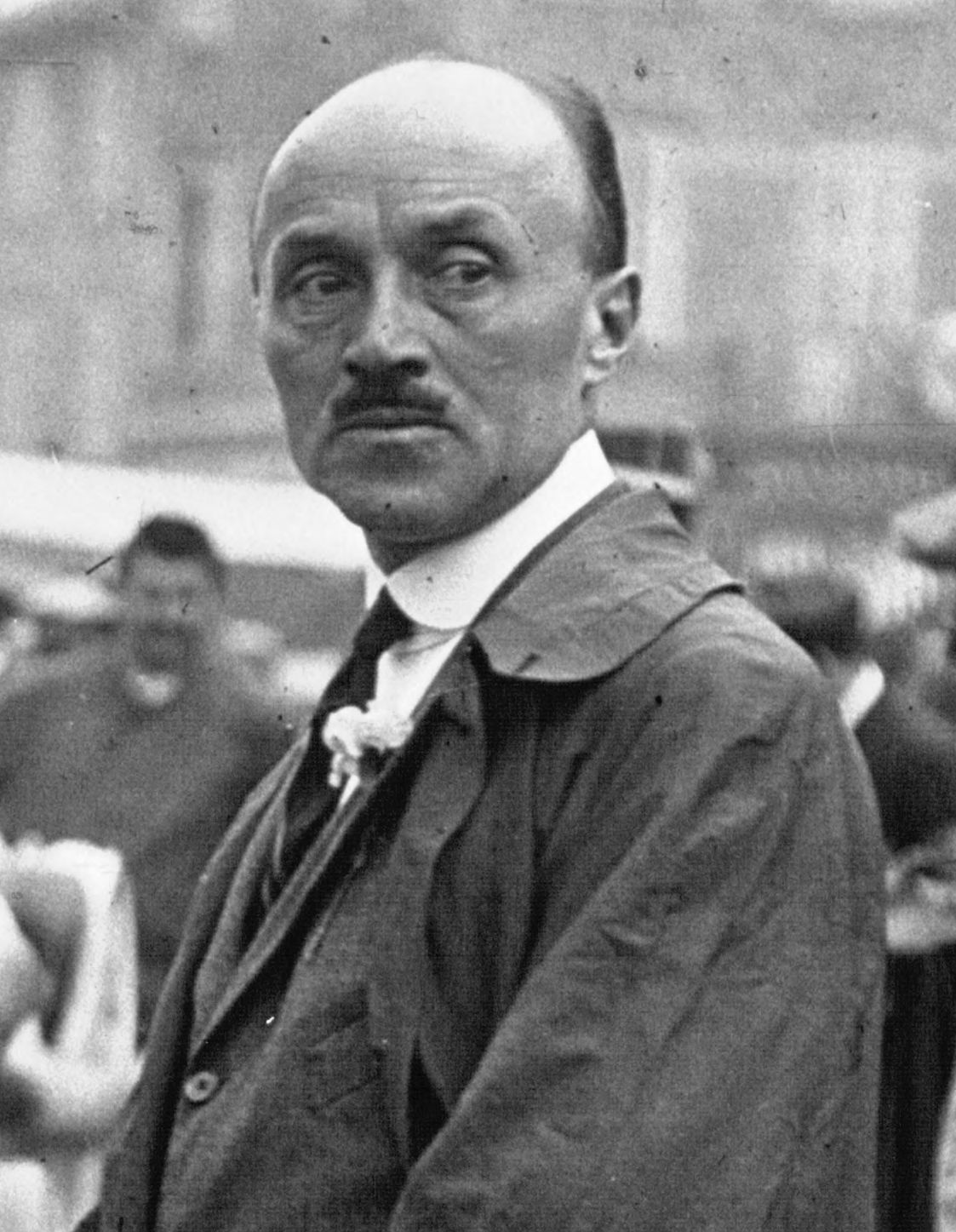
Fernand Charron beim Großen Preis von Frankreich 1914

Fernand Charron (* 30. Mai 1866 in Angers; † 13. August 1928 in Maisons-Laffitte) war ein französischer Rad- und Automobilrennfahrer.

## Karriere
Fernand Charron galt als einer der ersten bekannten Namen im Motorsport. Er begann seine Karriere als Radrennfahrer für den Hersteller Clément, wechselte aber bald zum Automobilsport, wo er vor allem auf Panhard & Levassor Erfolge erzielen konnte.
Nach einem spektakulären Unfall bei Marseille–La Turbie 1897, den er mit Glück unverletzt überstand, gewann er im folgenden Jahr auf einem leichten Panhard 6 CV das Rennen Marseille-Nizza und mit einem Panhard 8 CV das zur Grand-Prix-Wertung zählende 6-Tage-Rennen Paris–Amsterdam–Paris vor seinem Team-Kollegen Léonce Girardot. Ein überwältigender Erfolg sowohl für Panhard & Levassor wie für Fernand Charron wurde das Rennen Paris–Bordeaux 1899 das Charron auf einem 12 CV-Panhard bestritt und vor nicht weniger als fünf Teamkameraden für sich entschied.
Charron war auch der unbelohnte Held der Tour de France für Automobile 1899, als er nach einem Getriebedefekt 40 km im Rückwärtsgang fuhr, ehe er ausscheiden musste. Seine letzten großen Erfolge feierte er beim Rennen Paris–Lyon 1900 dem Coupe Gordon Bennett 1901. Dabei hatte er mit ca. 100 km/h einen Zusammenstoss mit einem Bernhardiner-Hund, den dieser wohl nicht überlebte. Er selbst fuhr mit einer beschädigten Hinterachse den ersten Sieg für Frankreich an diesem Anlass heraus.
1901 schloss sich Charron mit seinen Panhard-&-Levassor-Teamkollegen Léonce Girardot und Émile Voigt zusammen, um die Rennwagenfirma C.G.V. zu gründen. Der neue Wagen erwies sich jedoch als Flop. Girardot schied 1906 aus der Firma aus. Diese wurde an britische Investoren verkauft und in Automobiles Charron Limited umbenannt. Charron blieb bis 1907, ging dann zu Clément-Bayard und gründete 1912 Alda.
Fernand Charron starb 1928.

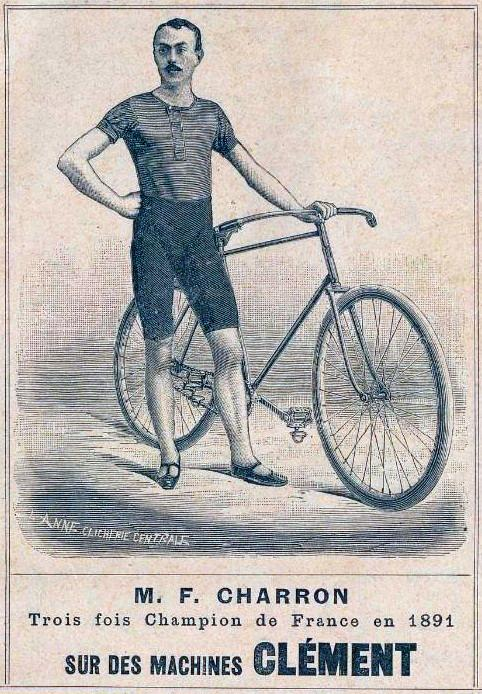
Charron mit Rennrad 1891
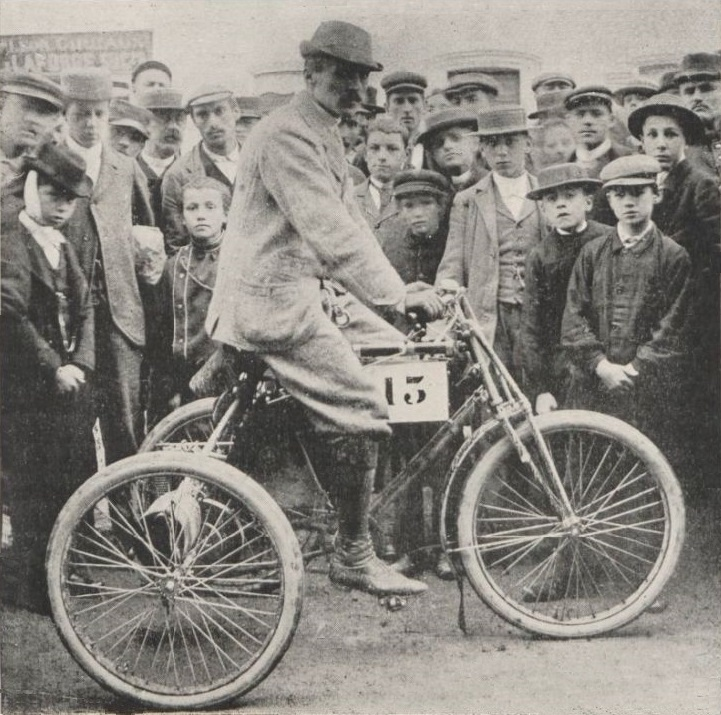
Charron mit Dreirad beim Motorrennen 1897.
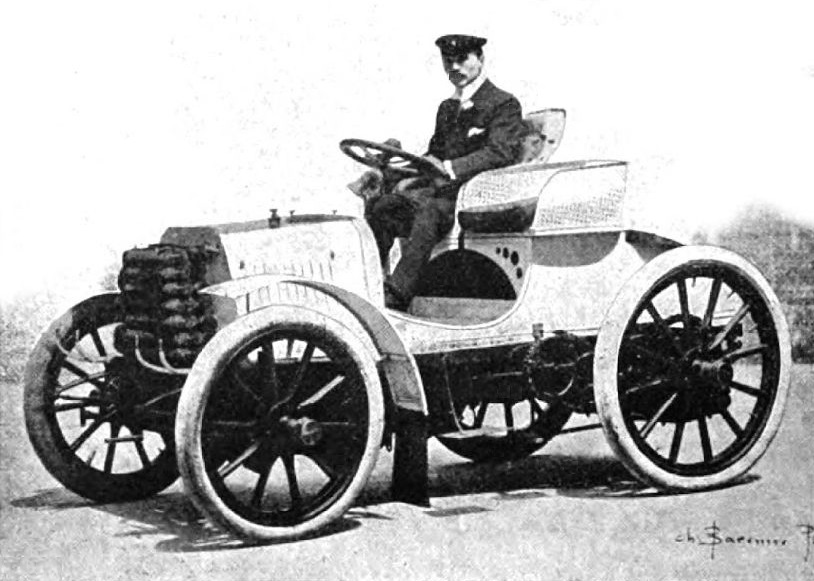
Charron beim Rennen Paris–Bordeaux (1899)
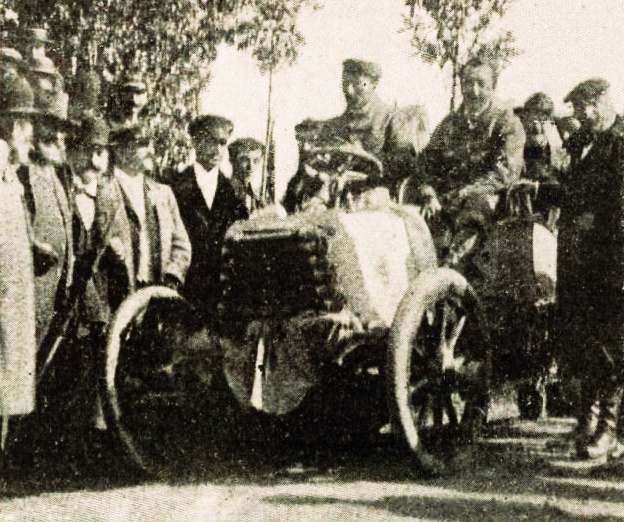
Charron als Rennsieger Paris–Bordeaux (1899)
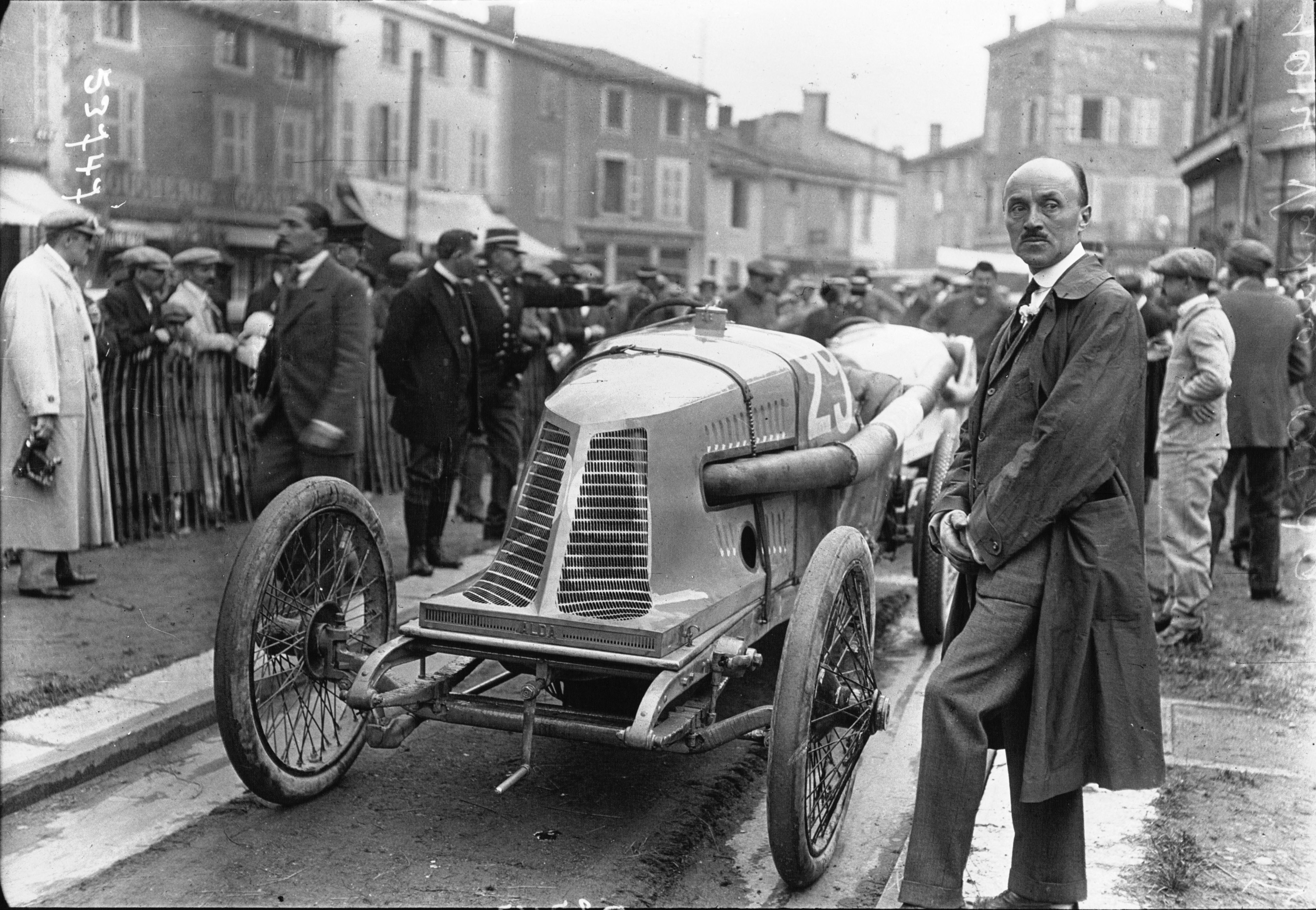
Charron beim Grand-Prix 1914